# Švábův gang
Švábův gang je označení pro českou zločineckou skupinu sedmi osob kolem recidivisty a bývalého filmového producenta Michaela Švába (švagra herce Martina Dejdara) mající v letech 2011 až 2013 na svědomí vydírání a vraždy bohatých podnikatelů. Gang byl založen Michaelem Švábem a Liborem Skopalíkem na začátku roku 2011. Bohatí čeští podnikatelé byli pod různými záminkami (Michaelem Švábem pod pseudonymem Robert Kelner) lákáni do zahraničí, kde byli následně uvězněni a vydíráním nuceni k zaplacení vysokých částek. Ve dvou případech došlo k vraždě podnikatelů. Žaloba obvinila gang z šesti skutků.

## První zločin
V červenci 2011 byl pod záminkou charity vylákán bohatý podnikatel z oblasti internetového podnikání do španělské Valencie. V pronajatém bytu byl spoután a vyhrožováním smrtí jemu i jeho příbuzným donucen k zaplacení částky 2 miliónů dolarů elektronickým převodem. Po zaplacení částky mu bylo umožněno odletět zpět do Prahy. Spolupachateli byli další tři členové gangu.

## Pokus o vylákání Martina Staszka
V listopadu 2011 se Michael Šváb pokusil vylákat čerstvého milionáře a pokerového hráče Martina Staszka do Cannes ve Francii pod záminkou soukromé pokerové hry. Za tímto účelem kontaktoval předsedu Asociace českého pokeru Milana Slámu, se kterým jednal opět jako Robert Kelner. Sláma však začal Švába alias Kelnera podezírat, že chce Staszka obrat o peníze v nečisté hře a jednání nakonec ukončil. Sám Staszko se o nebezpečí dozvěděl až v dubnu 2013 po tiskové konferenci ÚOOZ , kde byly zveřejněny podrobné informace o zadržení členů gangu a jejich fotografie.

## První vražda
V listopadu 2012 byl vylákán bohatý podnikatel Švábem alias Kelnerem do Dubaje ve Spojených arabských emirátech pod záminkou jednání o uzavření smlouvy na provedení stavebních prací na developerském projektu v Bratislavě. Jednání se mělo uskutečnit v apartmánu, který měl Šváb dlouhodobě pronajatý na své skutečné jméno. Po vstupu byl podnikatel komplici Liborem Skopalíkem, Petrem Klementem a Jiřím Přeučilem spoután a následně vydírán. Vydíráním byl podnikatel donucen vydat platební kartu i s PIN kódem a hesla k internetovému bankovnictví. Poté byl donucen vypít láhev tvrdého alkoholu a odvezen do pouště, kde byl Klementem ubit a za pomoci ostatních kompliců zakopán. Z účtů gang vybral téměř 2 milióny korun. Tělo zavražděného nebylo nalezeno.

## Vražda Petra Vlacha
V březnu 2013 vylákal Šváb alias Kelner pražského podnikatele Petra Vlacha pod záminkou koupě dvou Vlachem inzerovaných luxusních pražských vil do francouzského Nice, kde byl následně v pronajaté vile uvězněn a vydírán. Osobní Vlachův bankéř v Německu, který byl Vlachem kontaktován, aby prodal veškerá Vlachova aktiva v hodnotě téměř 10 miliónů korun a výdělek převedl na určený účet v Rakousku, však zřejmě pojal podezření, výdělek nepřevedl a nejspíš kontaktoval Vlachovu rodinu. V obavě před prozrazením místa pobytu se gang i s Vlachem přemístili do Itálie, kde byl Vlach poblíž italsko-rakouských hranic zastřelen. Gang následně vybral ze dvou Vlachových účtů necelých 200 tisíc korun. Spolupachateli byli Libor Skopalík, Petr Klement a Daniel Dimitrov.

## Nezdařený pokus o vylákání další oběti
Ve stejné době vylákal Šváb alias Kelner rovněž do Nice dalšího podnikatele pod záminkou koupě luxusní jachty. Podnikatel do Nice přicestoval, ale k setkání nakonec nedošlo, neboť gang ze strachu z vyzrazení místa věznění Petra Vlacha Nice opustil.

## Poslední zločin
V červnu 2012 gang přepadl a oloupil podnikatele v jeho domě v Olomouci o údajný obraz Renoira a údajných deset kreseb Picassa. Majitel vyčíslil celkovou škodu na 415 miliónů korun, není ale jisté, zda nešlo o napodobeniny.

## Zatčení
Na konci března 2013 policie zatkla pět členů gangu, zbylé dva o pár měsíců později.

## Pravomocné tresty
Dne 4. prosince 2014 Vrchní soud v Praze pravomocně uložil členům gangu následující tresty odnětí svobody:
- Michael Šváb - doživotí
- Libor Skopalík - doživotí
- Petr Klement - 30 let
- Daniel Dimitrov - 20 let
- Miroslav Malík - 8 let (původně 9 let)
- Jiří Přeučil - 5,5 roku (původně 9 let)
- Petr Skopalík - 4 roky (původně 10 let)